# Amy Brooke
Amy Brooke, pseudonimo di Heather Schlosser (Chicago, 25 giugno 1988), è un'attrice pornografica statunitense.

## Carriera
Al liceo era una cheerleader e ha lavorato prima come cameriera e poi come responsabile marketing. Nel 2008, dopo aver perso il lavoro, trova un annuncio su un giornale per un sito per adulti e all'età di 21 anni è entrata nell'industria pornografica, girando una scena anale per expoitedcollegegirls.com inizialmente usando lo pseudonimo Kaedyn. Ha numerosi tatuaggi: 4 caratteri orientali sulla spalla sinistra, un simbolo dei quattro elementi (aria, terra, fuoco e acqua) sulla spalla destra, il simbolo astrologico del cancro sul polso destra, la scritta "Fuck You" sul dito medio del piede destro e una scritta in arabo sul piede sinistro.
Ha girato oltre 490 scene e ha ottenuto un AVN Award.

## Riconoscimenti
- AVN Awards
  - 2011 – AVN Award for Most Outrageous Sex Scene per Belladonna: Fetish Fanatic 8 con Adrianna Nicole e Allie Haze[7]

Nomination varie
- 2011 AVN Award nomination – Most Outrageous Sex Scene – The Perfect Secretary: Training Day[8]
- 2011 AVN Award nomination – Best Anal Sex Scene – Up Skirts 2[8]
- 2011 AVN Award nomination – Best New Starlet[8]
- 2011 XRCO Award nomination – Superslut[9]
- 2011 XBIZ Award nomination – New Starlet of the Year[10]
- 2012: XRCO Award nomination – Superslut of the Year[1]
- 2013: Sex Award nomination – Porn's Best Body[1]
- 2014: AVN Award nomination – Pump My Ass Full Of Cum 3[1]
- 2014: XBIZ Award nomination – Anal Supersluts 1[1]
- 2015: AVN Award nomination – Fan Award: Hottest Ass[1]

## Filmografia parziale
- Backroom Casting Couch 1048: Kaedyn (2008)
- 18 and Vibrating (2009)
- All About Me 4 (2009)
- Amy Brooke and Taylor Renae Get Fucked and Swallow Cum (2009)
- Assploitations 10 (2009)
- Blow Me Sandwich 14 (2009)
- Cum Hunters 3 (2009)
- Cum Hunters 4 (2009)
- Diggin in the Gapes 4 (2009)
- Fuck Truck 2 (2009)
- Girlvert 18 (2009)
- I'm A Big Girl Now 10 (2009)
- Incumming 16 (2009)
- Interracial Cheerleader Orgy (2009)
- Just Over Eighteen 23 (2009)
- New To The Game 6 (2009)
- Old Enough to be Their Mother 7 (2009)
- Oops, I Swallowed And It Tastes Sticky And Sweet (2009)
- Pound the Round POV 2 (2009)
- Spring Chickens 23 (2009)
- This Ain't Intervention XXX (2009)
- Very Creamy Christmas 2 (2009)
- Young and Glamorous 1 (2009)
- Young Fucking Bitches 2 (2009)
- 2 Big Two Black for Her White Crack 2 (2010)
- Alexis Meets Alexis (2010)
- Alexis Texas: Nymphomaniac (2010)
- American Anal Sluts (2010)
- Anal Treats (2010)
- Assmazons 1 (2010)
- Assmazons 2 (2010)
- ATK Cream Pie Coeds 2 (2010)
- Barely Legal All Anal (2010)
- Belladonna: Fetish Fanatic 8 (2010)
- Belladonna: Slut (2010)
- Belladonna's Party of Feet 2 (2010)
- Big Black Sticks In Little White Slits 5 (2010)
- Blowjob Winner 10 (2010)
- Blowjob Winner 5 (2010)
- Blowjob Winner 6 (2010)
- Blowjob Winner 7 (2010)
- Blowjob Winner 9 (2010)
- Busty Babysitters 1 (2010)
- Butt Licking Anal Whores 15 (2010)
- Church of Bootyism (2010)
- Cuckold Sessions 5 (2010)
- Cum Bang: Jayla Starr (2010)
- Cum Draining Whores (2010)
- Cum Fart Cocktails 8 (2010)
- Cum Hunters 6 (2010)
- Cum Hunters 7 (2010)
- Cum Hunters 8 (2010)
- Don't Make Me Beg 3 (2010)
- Don't Tell My Wife I Assfucked the Babysitter 1 (2010)
- Everything Butt 11082 (2010)
- Everything Butt 9261 (2010)
- Everything Butt: James Deen And Amy Brooke (2010)
- Evil Anal 11 (2010)
- Face Fucking Inc. 8 (2010)
- Fluffers 1 (2010)
- Fluffers 2 (2010)
- Fluffers 3 (2010)
- Fluffers 5 (2010)
- Fluffers 6 (2010)
- Fluffers 7 (2010)
- Fluffers 8 (2010)
- From Gang Bangs To Foot Jobs (2010)
- Fuck a Fan 7 (2010)
- Fuck a Fan 8 (2010)
- Fuck a Fan 9 (2010)
- Fuck a Fan 10 (2010)
- Fuck a Fan 11 (2010)
- Gangbang Auditions 24 (2010)
- Gangbang Her Little White Thang 3 (2010)
- Gangland 74 (2010)
- Handjob Winner 5 (2010)
- Handjob Winner 6 (2010)
- Handjob Winner 9 (2010)
- Hitch Hikers (2010)
- Horny Professional Handjobbers (2010)
- I Fuck for Money 2 (2010)
- I Love Big Toys 26 (2010)
- In the Butt 4 (2010)
- In the VIP 3 (2010)
- Internal Cumbustion 16 (2010)
- Internal Injections 1 (2010)
- KissMe Girl 4 (2010)
- Lesbians Love Sex 5 (2010)
- Liquid Gold 19 (2010)
- Lord of Asses 15 (2010)
- Love Goes Down (2010)
- Make Me a Porno 2 (2010)
- Masters of Reality Porn 7 (2010)
- Masturbation Nation 10 (2010)
- Mommy X-Perience 1 (2010)
- Monster Curves 11 (2010)
- Naughty Bookworms 19 (2010)
- Nylons 7 (2010)
- Office Confessionals 10 (2010)
- Oil Drilling (2010)
- Phone Fucks (2010)
- Pornstar Bootcamp (2010)
- Pretty Sloppy 3 (2010)
- Private World Cup: Footballers' Wives (2010)
- Public Disgrace 9811 (2010)
- Quadruple Ass Party (2010)
- Raw 4 (2010)
- Reform School Girls 6 (2010)
- Riley Evans Sucking Off Lucky Blowjob Winner Jon (2010)
- Rocco Ravishes Hollywood (2010)
- Sex and Submission 9527 (2010)
- Sex Appeal (2010)
- She's Gonna Blow POV 2 (2010)
- Sloppy Girl 1 (2010)
- Snort That Cum 5 (2010)
- Snort That Cum 6 (2010)
- Snort That Cum 7 (2010)
- Squirtamania 4 (2010)
- Squirtamania 6 (2010)
- Squirtamania 9 (2010)
- Teen Anal Nightmare 2 (2010)
- This Ain't Cheaters XXX (2010)
- This Isn't The Twilight Saga: New Moon (2010)
- Tight, Fresh & Loves Anal (2010)
- Touch Me Tease Me (2010)
- Tough Love 19 (2010)
- Up Skirts 2 (2010)
- Vajazzled (2010)
- Violation of Amy Brook (2010)
- What An Asshole (2010)
- Whipped Ass 11493 (2010)
- Young Thighs in Knee Highs 1 (2010)
- All Reality Gang Bang 3 (2011)
- American Heroes 2 (2011)
- Amy Brooke Live (2011)
- Amy Brooke Solo (2011)
- Anal Only (2011)
- Anal Prom Queens (2011)
- Ass Worship 12 (2011)
- Bachelorette Orgy 1 (2011)
- Barefoot Maniacs 9 (2011)
- Big Tit Cream Pie 14 (2011)
- Black in My Ass (2011)
- Blowjob Winner 11 (2011)
- Bobbi's World (2011)
- Bound GangBangs 11965 (2011)
- Bound Gangbangs: Amy Brooke (2011)
- Buttman's Stretch Class 7 (2011)
- Buttman's Stretch Class: Detention 2 (2011)
- Cock Sucking Challenge 12 (2011)
- Creamy Center Cupcake Starring Amy Brooke As the Cupcake (2011)
- Cuckold Stories 3 (2011)
- Cum Hunters 10 (2011)
- Curvy White Asses (2011)
- Device Bondage 17083 (2011)
- Double Penetration Tryouts 12 (2011)
- Dripping MILF Facials (2011)
- Everything Butt 12798 (2011)
- Everything Butt 15226 (2011)
- Everything Butt: Anal Punishment (2011)
- Evil Anal 13 (2011)
- Fluffers 9 (2011)
- Fuck a Fan 13 (2011)
- Fuck a Fan 14 (2011)
- Fuck a Fan 15 (2011)
- Fucking Machines 12080 (2011)
- Fucking Machines 12081 (2011)
- Fucking Machines 12082 (2011)
- Fucking Machines 13093 (2011)
- Fucking Neighbors 4 (2011)
- Girlfriends in Times Square (2011)
- Handjob Winner 10 (2011)
- Handjob Winner 11 (2011)
- Handjob Winner 12 (2011)
- Hustler's Ultimate Ass Appeal (2011)
- In the Butt 8 (2011)
- KissMe Girl 7 (2011)
- Monsters of Cock 28 (2011)
- Mr. Pete's POV (2011)
- My First Orgy 2 (2011)
- Nacho Vidal vs Live Gonzo (2011)
- Naughty Office 24 (2011)
- Official Howard Stern Show Parody (2011)
- Official Jerry Springer Parody (2011)
- Official Taxicab Confessions Parody (2011)
- Paying The Landlady With PSP (2011)
- Pole Position 11 (2011)
- POV Life 1 (2011)
- Public Disgrace 14672 (2011)
- Rough Games - Part 1 (2011)
- Sex and Submission 13939 (2011)
- Sloppy Girl 2 (2011)
- Snort That Cum 8 (2011)
- Squirtamania 16 (2011)
- Super Anal Cougars 2 (2011)
- Swallowing (2011)
- Teen Ass Bangers (2011)
- Teens Like It Big 10 (2011)
- Tug Jobs 19 (2011)
- Unplanned Orgies and Spontaneous Gangbangs 1 (2011)
- Vivid's Cum Masters (2011)
- Wired Pussy 11964 (2011)
- A is For... Asa Akira (2012)
- All Internal 18 (2012)
- American Cocksucking Sluts 2 (2012)
- Anal Academy (2012)
- Anal Boot Camp (2012)
- Anal Encounters 4 (2012)
- Anal Supersluts (2012)
- Ass Addiction (2012)
- Battle Bang 5 (2012)
- Blondes Do It Better (2012)
- Booty Shorts (2012)
- Chanel Preston: No Limits (2012)
- Clit to Clit (2012)
- Cream Dreams (2012)
- Cum Fart Cocktails 9 (2012)
- Deep Throat This 58 (2012)
- Deviance 3 (2012)
- Does This Dick Make My Ass Look Big (2012)
- Double Teaming a Cheap Whore (2012)
- ElectroSluts 22875 (2012)
- Everything Butt 17978 (2012)
- Everything Butt 20143 (2012)
- Everything Butt 26093 (2012)
- Fantastic 2 (2012)
- Fluffers 10 (2012)
- Fluffers 11 (2012)
- Fuck a Fan 16 (2012)
- Fucking Machines 17403 (2012)
- Fucking Machines 17404 (2012)
- Fucking Machines 22045 (2012)
- Fucking Machines 22046 (2012)
- Gape Gang (2012)
- Gapeland (2012)
- Hollywood Heartbreakers 1 (2012)
- Hollywood Heartbreakers 2 (2012)
- Hot And Mean 4 (2012)
- Hot For Teacher 3 (2012)
- Interracial Gloryhole Initiations 11 (2012)
- John Leslie Goes Deep (2012)
- Magical Feet 15 (2012)
- Mandingo Massacre 4 (2012)
- McKenzie Miles: Squirt Instructor (2012)
- Mouth Open And Eager to Please (2012)
- Oil Overload 6 (2012)
- Party Girls (2012)
- Perfect Partner (2012)
- Peter North's POV 43 (2012)
- Planet Anal (2012)
- Play With My Pussy (2012)
- Prison Pussy (2012)
- Pussy In The Panic Room (2012)
- Pump My Ass Full Of Cum 3 (2012)
- Put It in Her Ass 2 (2012)
- Rough Games - Part 2 (2012)
- Sassy Ass (2012)
- Sex and Submission 24099 (2012)
- Smoking Body and Fuckable Feet 2 (2012)
- Snort That Cum 9 (2012)
- Squirtamania 31 (2012)
- Strap On Anal Lesbians 1 (2012)
- Teens Like It Big 13 (2012)
- Throated 36 (2012)
- Titterific 4 (2012)
- Two In My Butt (2012)
- Ultimate Foot-Teaser (2012)
- Unplanned Orgies 14 (2012)
- Amazing Asses 10 (2013)
- Amy Brooke Live (2013)
- Anal Academy 2 (2013)
- Anal Acrobats 8 (2013)
- Anal Queens (2013)
- Ass Angels 10 (2013)
- Ass Angels 9 (2013)
- Bound Gang Bangs 11965 (2013)
- Brazzers Live 34: Bigger and Blonder (2013)
- Crack Fuckers 3 (2013)
- Creamy In The Middle 3 (2013)
- Do Blondes Have More Fun 2 (2013)
- ElectroSluts 31644 (2013)
- Everything Butt 29587 (2013)
- Everything Butt 31438 (2013)
- Foot Worship 29589 (2013)
- Foursomes or Moresomes (2013)
- Fuck My Face (2013)
- Fucking Machines 13094 (2013)
- Fucking Machines 30215 (2013)
- Gangland Super Gangbang 3 (2013)
- Great American Slut Off 2 (2013)
- Hungarian Hottie (2013)
- James Deen Will Cuckold You (2013)
- She's Gonna Squirt (2013)
- Slumber Party 21 (2013)
- Squirt Gasms 1 (2013)
- Squirtamania 32 (2013)
- Tasty Toes (2013)
- Tonight's Girlfriend 12 (2013)
- Two Blondes And A Brunette (2013)
- Amy Brooke's Ass Filled with Butter (2014)
- Amy Brooke Sucks Dick And Gets Fucked In A Gloryhole Closet (2014)
- Amy Brooke Live (2014)
- Amy Brooke Works the Pole (2014)
- Anal Perverts 2 (2014)
- Anal X Games 3 (2014)
- Another Azz Creation (2014)
- Best Of Internal Injections (2014)
- Business Class Ass (2014)
- Christian's Anal Adventures (2014)
- Christian's Horny Workout (2014)
- Cock Starved Hoes (2014)
- Cream Dreams 2 (2014)
- Frack That Ass (2014)
- Get Lost in My Ass (2014)
- Handjob Goddess (2014)
- Latin Angels (2014)
- My Girlfriend's Busty Friend 9 (2014)
- Real Wife Stories 17 (2014)
- Red Hot Sex Sampler 8 (2014)
- Spin Suck and Fuck 11 (2014)
- Squirtamania 39 (2014)
- Watch Me Diddle My Pussy (2014)
- Amy Brooke Solo (2015)
- Cum Swallowing Auditions 22 (2015)
- Amy Brooke Cuckolds With Her Asshole (2017)
- Amy Brooke Gets Pounded in the Ass (2019)
- Cumswapping Deepthroat Duo Aleska Nicole and Amy Brooke (2019)
- Legal Porno MA086 (2019)
- Naughty Office 25393 (2019)
- Amy Brooke: Shows You How a MILF Takes It (2019)
- Out of This World Anal (2020)
- Amy Brooke and Krissy Lynn: Big Booty Babes Get Gaped (2021)
- Amy Brooke: One Cock Up My Ass Isn't Enough (2021)
- Legal Porno 160833 (2021)
- Public Disgrace 105157 (2023)